# Порт-Хауард
Порт-Хауард (англ. Port Howard, исп. Puerto Mitre) — крупнейшее поселение на острове Западный Фолкленд в группе Фолклендских островов. Расположено на северо-востоке острова, на берегу Фолклендского пролива, у подножия холма Мария (658 м). По данным на 2013 год население составляет 33 человека; данные на 1991 год говорят о населении 58 человек.
Центр крупного пастбища для овец. Имеется 2 взлётно-посадочных полосы, регулярны рейсы до Порт-Стэнли. Кроме того, поселение связано с Восточным островом паромом; сезонные дороги соединяют Порт-Хауард с некоторыми районами острова. Каждые 3 года проводятся празднества, связанные с окончанием сезона стрижки овец, сопровождаемые скачками и другими мероприятиями.